# Спиральный двигатель
Спиральный двигатель (англ. Helical engine) — гипотетический силовой привод космического корабля, который, как и другие безреакционные двигатели, нарушил бы законы физики.

## Концепция
Концепция спирального двигателя была предложена Дэвидом Бернсом (англ. David M. Burns), в прошлом инженером НАСА в Центре космических полётов им. Джорджа Маршалла в Алабаме. В отчёте, не прошедшем рецензирование, опубликованном на сервере НАСА в 2019 году, двигатель описывается как «новая концепция космической двигательной установки, в которой топливо не выбрасывается из двигателя, а улавливается для создания почти бесконечного удельного импульса».
Спиральный двигатель ускоряет ионы, заключённые в замкнутый контур. Как только они ускоряются, система изменяет скорость ионов, чтобы изменить их импульс. Позже Бернс предположил, что двигатель, перемещая ионы вдоль своей оси, может создавать тягу. Предлагаемый двигатель в основном предназначен для использования в поддержании орбиты спутниковых станций в течение длительных периодов времени без необходимости дозаправки.